# Psychropotes depressa
Psychropotes depressa is een zeekomkommer uit de familie Psychropotidae.
De wetenschappelijke naam van de soort werd in 1882 gepubliceerd door Johan Hjalmar Théel.

## Synoniemen
- Euphronides cornuta Verrill, 1884
- Benthodytes assimilis Théel, 1886
- Euphronides talismani Perrier, 1886
- Euphronides tanneri Ludwig, 1893
- Euphronides auriculata R. Perrier, 1896
- Euphronides violacea R. Perrier, 1896
- Euphronides auricularia R. Perrier, 1902